# Musaeus (Autor)
Musaeus (lebte vermutlich in der 1. Hälfte des 1. Jahrhunderts n. Chr.) war ein antiker römischer Autor von erotischen Schriften. Er war vermutlich ein Zeitgenosse von Martial und wird in dessen Schriften erwähnt. Danach muss er, ähnlich dem Sabellus, ein heute nicht mehr erhaltenes Lehrbuch der Liebe verfasst haben, das in seiner Deftigkeit nach heutigen Maßstäben als pornografisch einzustufen ist.